# Tjockare än vatten
Tjockare än vatten kan också syfta på en dramaserie som sänds i SVT 2014, se Tjockare än vatten (TV-serie).
Tjockare än vatten (originaltitel Thicker than Water) är en bok från 2002 som ingår i bokserien Heartland skriven av Lauren Brooke.
Tjockare än vatten handlar om Amy som är femton år och bor på hästgården Heartland där Bachs örtkurer används för att bota hästar med psykiska problem. Boken kom 2003 ut i svensk översättning av Ann Margret Forsström.